# BR-156
De BR-156 is een federale weg in de Braziliaanse deelstaat Amapá.
De weg is in totaal 822,9 kilometer lang bestaande uit een gedeelte tussen Oiapoque en Macapá, en een gedeelte tussen Macapá en Laranjal do Jari. Slechts het traject tussen Macapá en Calçoene is geasfalteerd; de rest van de weg is onverhard. De BR-156 loopt door oerwoud en savannelandschap. Door de slechte conditie van de weg duurt een autorit van Oiapoque naar Macapá 10 tot 12 uur.
Sinds de opening van de Ponte Binacional Franco-Brasileira, een brug over de rivier Oyapoque die de BR-156 verbindt met de N2, in maart 2017 is het mogelijk om van Macapá naar Cayenne, de hoofdstad van Frans-Guyana, te rijden.